# Ensenadà
L'Ensenadà és un estatge faunístic de l'escala d'edats sud-americanes de mamífers terrestres. Començà fa 1,2 milions d'anys i s'acabà fa 400.000 anys.
Bioestratigràficament, es reconeix per la presència del seu tàxon guia, Mesotherium cristatum, en allò que es coneix com a «Biozona Mesotherium cristatum», i correspon al Plistocè inferior a mitjà. Segons alguns autors, inclou el Bonaerà (Plistocè mitjà) amb el seu tàxon guia, Megatherium americanum. Entre l'Ensenadà i el Bonaerà es produí un important canvi faunístic, que influí posteriorment en la conformació de la fauna moderna de la pampa.
La zona tipus és el Bajo San José, província de Buenos Aires, centre-est de l'Argentina. L'estrat tipus comprèn la part inferior de la «seqüència San José», des de 2 m a partir de la base de la pedrera.
Els tàxons exhumats suggereixen un entorn complex, d'espais oberts amb boscos dispersos, localment associats a cossos d'aigua temperats-càlids, com el sistema fluvial suggerit per l'anàlisi de fàcies.
És característica de l'ensenadà la «formació Ensenada». S'han identificat sediments atribuïbles a l'ensenadà en pedreres i excavacions per a edificis de la ciutat autònoma de Buenos Aires, la ciutat de La Plata i nombroses localitats de la província de Buenos Aires.
Els afloraments costaners són els que ofereixen la millor representació de l'ensenadà, destacant l'àrea costanera bonaerana del Riu de la Plata i el seu propi llit, que paleontològicament es coneixen com a «tosques del Riu de la Plata». Les àrees portadores de restes situades al mateix llit del riu només són prospectables en les rares ocasions en les quals es produeixen excepcionals baixades del nivell de les aigües.